# Трихоцереусовые
Трихоцереусовые (лат. Trichocereeae) — триба растений подсемейства Кактусовые (Cactoideae) семейства Кактусовые (Cactaceae), объединяет 25 родов суккулентных растений.

## Классификация
В трибу входят 25 родов:
- Acanthocalycium Backeb. — Акантокалициум
- Arthrocereus — Артроцереус
- Brachycereus — Брахицереус
- Cleistocactus — Клейстокактус
- Denmoza
- Discocactus — Дискокактус
- Echinopsis Zucc. — Эхинопсис
- Espostoa Britton & Rose — Эспостоя
- Espostoopsis
- Facheiroa
- Gymnocalycium Pfeiff. ex Mittler — Гимнокалициум
- Haageocereus Backeb. — Хагеоцереус
- Haagespostoa, межродовой гибрид Haageocereus × Espostoa
- Harrisia Britton — Харрисия
- Leocereus — Леоцереус
- Matucana — Матукана
- Mila Britton & Rose — Мила
- Oreocereus — Ореоцереус
- Oroya Britton & Rose — Оройя
- Pygmaeocereus
- Rauhocereus — Раухоцереус
- Rebutia K.Schum. — Ребуция
- Samaipaticereus
- Weberbauerocereus Backeb. — Вебербауэроцереус
- Yungasocereus